# 1936 en mathématiques
Cet article présente les faits marquants de l'année 1936 en mathématiques.

## Évènements
- 13–18 juillet : tenue du congrès international des mathématiciens à Oslo[1]. La mathématicienne hongroise Rózsa Péter y présente un article sur la théorie des fonctions récursives intitulé « Über rekursive Funktionen der zweite Stufe »[2].

## Prix
- Prix Francoeur (mathématiques) : Claude Chevalley pour sa théorie des corps de classes

## Naissances
- 1er janvier : Michel Mendès France (mort en 2018), mathématicien français.
- 4 janvier : Shmuel Winograd, informaticien théorique et mathématicien américain.
- 2 février : Jean Giraud (mort en 2007), mathématicien français.
- 5 février : Peter Freyd, mathématicien américain.
- 12 février : Lam Lay Yong, mathématicienne et historienne des mathématiques singapourienne.
- 1er avril : Ronald Jensen, mathématicien américain.
- 5 avril : Roshdi Rashed, mathématicien, philosophe et historien des sciences égyptien.
- 29 avril : Volker Strassen, mathématicien allemand.
- 16 mai : Dag Prawitz, mathématicien, philosophe et logicien suédois.
- 22 mai : Robert Marty, mathématicien et sémioticien français.
- 4 juin : 
  - Yvette Amice (morte en 1993), mathématicienne française.
  - Judita Cofman (morte en 2001), mathématicienne germano-yougoslave.
- 10 juin : Hans Gerard Kaper, mathématicien néerlandais et américain.
- 4 juillet : Ralph Abraham, mathématicien américain.
- 7 juillet : Egbert Brieskorn (mort en 2013), mathématicien allemand.
- 23 juillet : Giuseppe Da Prato (mort en 2023), mathématicien italien.
- 6 août : Harold Edwards, mathématicien américain.
- 2 septembre : Peter Fishburn, (mort en 2021), mathématicien et ingénieur américain, pionnier dans le domaine des processus décisionnels.
- 18 septembre : Yves Hellegouarch, mathématicien français.
- 6 octobre : Robert Langlands, mathématicien canadien.
- 28 octobre : 
  - Peter Fillmore, mathématicien canadien.
  - Joram Lindenstrauss (mort en 2012), mathématicien israélien.
- 12 novembre : Heiner Zieschang (mort en 2004), mathématicien allemand.
- 15 novembre : Grigori Tseitin (mort en 2022), mathématicien et informaticien russe.
- 20 novembre : 
  - Rohit Parikh, mathématicien, logicien et philosophe américain.
  - Shlomo Sternberg, mathématicien américain.
- 25 novembre : Ion Văduva, mathématicien et informaticien roumain.
- 30 novembre : Dmitri Anossov (mort en 2014), mathématicien russe.
- 1er décembre :  André Warusfel (mort en 2016), mathématicien français.
- 3 décembre : Howard Jerome Keisler, mathématicien américain.
- 6 décembre : Vladimir Vapnik, mathématicien et informaticien russe.
- 14 décembre : C. T. C. Wall, mathématicien britannique.
- 18 décembre : Bernd Fischer, mathématicien allemand.
- 23 décembre : Peter Hammer (mort en 2006), mathématicien américain d'origine roumaine.
- 25 décembre : John Tinsley Oden, mathématicien américain.
- Georges Hansel, mathématicien français.
- Micha Perles, mathématicien israélien.
- David Vere-Jones, mathématicien néo-zélandais.

## Décès
- 22 janvier : V. Ramaswamy Aiyer (né en 1871), mathématicien indien.

- 8 février : Emilie Martin (née en 1869), mathématicienne américaine.

- 10 février : Eleanor Mildred Sidgwick (née en 1845), mathématicienne britannique.

- 2 avril : Gustave Juvet (né en 1896), mathématicien suisse.

- 27 avril : Karl Pearson (né en 1857), mathématicien britannique.

- 25 juin : Stephan Cohn-Vossen (né en 1902), mathématicien polonais.

- 1er juillet : Edward John Nanson (né en 1850), mathématicien australien.

- 10 juillet : Salvatore Pincherle (né en 1853), mathématicien italien.

- juillet : R. Ramachandra Rao (né vers 1871), fonctionnaire, mathématicien et activiste indien.

- 7 septembre : Marcel Grossmann (né en 1878), mathématicien hongrois.

- 25 novembre : Édouard Goursat (né en 1858), mathématicien français.

- 18 décembre : Leonardo Torres Quevedo (né en 1852), mathématicien, physicien et inventeur espagnol.